# سطام السبيعي
سطام إبراهيم السبيعي مواليد 18 أبريل 2001 في الأحساء، السعودية، هو لاعب كرة قدم سعودي يلعب لنادي مضر معار من نادي الفتح.

## مسيرة اللاعب
بدأ في نادي الفتح وأعير إلى نادي مضر في صيف عام 2024.